# Anisodactylus lodingi
Anisodactylus lodingi es una especie de escarabajo de tierra del género Anisodactylus, categorizada en la tribu Harpalini, de la subfamilia Harpalinae.

## Distribución
Se distribuye por Estados Unidos.

## Taxonomía
Fue descrita por Schaeffer en 1911.
Tratamiento taxonómico
La especie aparece registrada y publicada en C.F.A. New Coleoptera and miscellaneous notes. I. Journal of the New York Entomological Society, 19: 113-126. (1911).